# Mesembrina
Mesembrina is een geslacht van insecten uit de familie van de echte vliegen (Muscidae).

## Soorten
- Mesembrina intermedia Zetterstedt, 1849
- Mesembrina latreillii Robineau-Desvoidy, 1830
- Mesembrina meridiana (Linnaeus, 1758) - schorsvlieg
- Mesembrina mystacea (Linnaeus, 1758)
- Mesembrina resplendens Wahlberg, 1844
- Mesembrina solitaria (Knab, 1914)